# Extração de órgãos de praticantes do Falun Gong na China

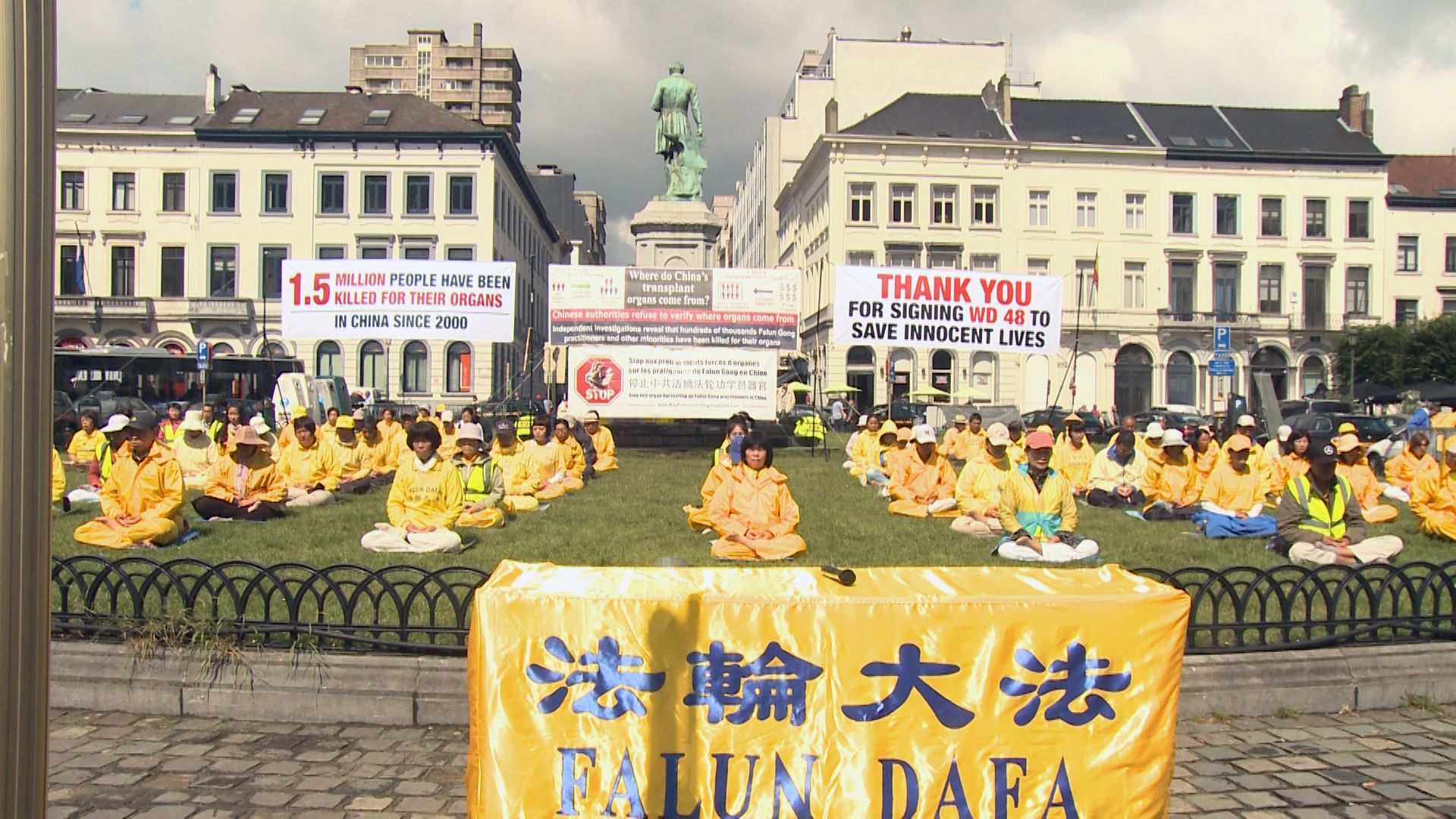
Praticantes do Falun Gong protestam contra extração de órgãos; Manifestação em frente ao Parlamento Europeu, 2016

Relatórios sobre a extração de órgãos de praticantes do Falun Gong e de prisioneiros políticos na China têm levantado uma preocupação crescente na comunidade internacional. De acordo com os relatórios, os prisioneiros na China, principalmente praticantes do Falun Gong, são executados "sob demanda" com o propósito de fornecer órgãos para receptores de transplante. É dito que o tráfico de órgãos é decorrência da perseguição ao Falun Gong pelo partido comunista chinês e dos ganhos financeiros obtidos por instituições e indivíduos envolvidos no comércio de órgãos.
Relatórios sobre a extração sistemática de órgãos de prisioneiros do Falun Gong surgiram em 2006. Acredita-se que tal prática tenha começado seis anos antes. Vários pesquisadores do assunto — mais notavelmente o advogado canadense de direitos humanos David Matas, o ex-parlamentar David Kilgour e o jornalista investigativo Ethan Gutmann — estimam que dezenas de milhares de prisioneiros de consciência do Falun Gong foram mortos para alimentar um lucrativo comércio envolvendo órgãos e cadáveres humanos e que possivelmente esses abusos ainda estejam ocorrendo. Tais afirmações são baseadas em levantamentos estatísticos; entrevistas com ex-prisioneiros, autoridades médicas e agentes de segurança pública; e provas circunstanciais, tal como o grande número de praticantes do Falun Gong detidos extrajudicialmente na China e os lucros obtidos com a venda de órgãos.
O governo chinês tem persistentemente negado tais alegações. No entanto, o fracasso das autoridades chinesas em efetivamente responder ou refutar as acusações tem chamado a atenção e a condenação pública de governos, organizações internacionais e sociedades médicas. Os parlamentos do Canadá e da União Europeia e da Subcomissão de Relações Exteriores da Câmara dos Representantes dos Estados Unidos, aprovaram resoluções condenando a extração de órgãos de prisioneiros de consciência do Falun Gong. Relatores especiais das Nações Unidas têm chamado o governo chinês para dar explicações sobre a origem dos órgão usados nos transplantes na China e a Associação Médica Mundial, a Sociedade Americana de Transplantes e a Sociedade de Transplantação pediram que sejam aplicadas sanções contra as autoridades médicas chinesas. Vários países consideram ou tomaram medidas para dissuadir os seus cidadãos de viajar para a China para obterem órgãos. Um documentário sobre o tráfico de órgãos de praticantes do Falun Gong, Human Harvest (Colheita Humana), recebeu em 2014 o Prêmio Peabody por sua excelência em jornalismo.

## Contexto

### Transplantes de órgãos na China
A China tem um dos maiores programas de transplante de órgãos do mundo, com mais de 13 mil transplantes realizados por volta do ano de 2004, e um máximo de 20 mil em 2006. No entanto, por uma questão de cultura e de costume, o país tem taxas extremamente baixas de doação voluntária de órgãos. Entre 2003 e 2009, por exemplo, apenas 130 pessoas se ofereceram para ser doadores de órgãos. Em 2010 a Cruz Vermelha chinesa lançou uma iniciativa de âmbito nacional para atrair doadores voluntários de órgãos, mas apenas 37 pessoas se inscreveram. Devido ao baixo nível de doação voluntária de órgãos, a maioria dos órgãos utilizados em transplantes veio de prisioneiros. Em 1984, o governo chinês aprovou um regulamento que permitiu a remoção de órgãos de criminosos executados, desde que eles deem consentimento prévio ou se ninguém reclamar o corpo.
Apesar da ausência de um sistema estruturado de doação de órgãos, os tempos de espera para a obtenção de órgãos vitais na China estão entre os mais curtos do mundo — frequentemente, apenas algumas semanas para órgãos como rins, fígados e corações. Esse fato fez da China um destino internacional para turismo de transplante e um importante local para testes de medicamentos anti-rejeição de órgãos. O comércio de órgãos humanos tem sido também uma fonte lucrativa de receita para estabelecimentos médicos, militares e de segurança pública na China. Por existir nenhum sistema nacional eficaz de doação de órgãos, os hospitais obtém os órgãos de locais tais como centros de detenção e prisões.
Na China, a identidade dos doadores de órgãos e a evidência de seu consentimento por escrito, em geral, não é revelada ou informada aos receptores de transplantes. Em alguns casos, nem mesmo a identidade da equipe médica e dos cirurgiões é informada aos pacientes. Esse problema de transparência é agravado pela falta de diretrizes éticas para os profissionais do transplante e de um órgão disciplinar para os médicos que violam padrões éticos.
Na década de 1990, a crescente preocupação com possíveis abusos da obtenção forçada de consentimento do doador e da corrupção levou as organizações médicas e grupos de direitos humanos a começar a condenar o uso de órgãos de prisioneiros da China. Essa preocupação ressurgiu em 2001, quando um médico militar chinês testemunhou perante o Congresso dos EUA que ele havia participado de operações voltadas a extrair órgãos de prisioneiros executados, mas que no entanto, alguns deles, ainda não estavam mortos. Em dezembro de 2005, o vice-ministro de saúde da China, Huang Jiefu, informou que mais de 95 % de transplantes de órgãos provinham de prisioneiros executados e prometeu medidas para evitar abusos. Huang reiterou essa informação em 2008 e 2010 e afirmou que mais de 90 % dos transplantes de órgãos de doadores falecidos são provenientes de prisioneiros executados. Em 2006, a Associação Médica Mundial exigiu que a China pare de extrair órgãos de prisioneiros, os quais não se considera serem capazes de dar o seu consentimento livremente. Em 2014, Huang Jiefu disse que a dependência chinesa de órgãos extraídos de prisioneiros no corredor da morte estava em declínio e, ao mesmo tempo, defendeu a prática do uso de órgãos de prisioneiros no sistema de transplante.
Além da fonte de órgãos de prisioneiros no corredor da morte, observadores internacionais e pesquisadores têm também expressado a preocupação de que os prisioneiros de consciência—nomeadamente praticantes do Falun Gong, mas também potencialmente tibetanos, uigures e membros de práticas cristãs minoritárias—estão sendo mortos para suprir de órgãos a indústria de transplante. Estes indivíduos não foram condenados por crimes capitais e, em muitos casos, foram presos extrajudicialmente devido às suas crenças políticas ou religiosas.

### Perseguição ao Falun Gong
O Falun Gong é um qigong de origem chinesa que envolve meditação e filosofia moral enraizada na tradição Budista. A prática se tornou popular na China na década de 1990 e, em meados de 1998, fontes do governo chinês estimaram que mais de 70 milhões de pessoas já estavam praticando o Falun Gong. Por considerar que o Falun Gong era uma potencial ameaça a autoridade e ideologia do Partido, o então líder do partido comunista, Jiang Zemin, iniciou uma campanha de abrangência nacional para erradicar o Falun Gong em julho de 1999.
Uma instituição extraconstitucional, chamado Agência 6-10 foi criado para liderar a perseguição ao Falun Gong, e as autoridades mobilizaram a mídia estatal, o sistema judiciário, a força policial, o exército, o sistema educacional, as famílias e os locais de trabalho para “lutar” nessa perseguição ao grupo.
Desde 1999, os praticantes do Falun Gong têm sido alvo de tortura sistemática, aprisionamento em massa, trabalhos forçados e abuso psiquiátrico, visando a forçá-los a renegar as suas crenças. Em 2009, o New York Times relatou que pelo menos 2 mil praticantes do Falun Gong foram mortos como consequência dessa campanha de perseguição; Fontes do Falun Gong documentaram mais de 3.700 casos de morte até 2013 devido à perseguição. Por conta da dificuldade de ter acesso a informações na China, provavelmente, esses dados representam apenas parte das mortes reais.

## Relatos de extração de órgãos do Falun Gong

### Sujiatun
As primeiras alegações de extrações de órgão em larga escala de praticantes do Falun Gong surgiram em março de 2006 por meio de três indivíduos que declararam conhecer extrações de órgão sem consentimento do Hospital de Trombose de Sujiatun em Shenyang, província de Liaoning. Dentre os denunciantes, a esposa de um cirurgião que trabalhava no hospital, afirmou que seu marido havia realizado um sem número de operações para remover a córneas de praticantes do Falun Gong para uso em transplantes.
Representantes do Departamento de Estado dos EUA foram enviados ao Hospital Sujiatun para investigar essas alegações. Eles afirmaram que as evidências eram insuficientes para provar as alegações, porém disseram que ficaram preocupados com o tratamento da China em relação ao Falun Gong e os relatos de extração de órgãos. Logo em seguida, em maio de 2006, a Coalizão para Investigar a Perseguição ao Falun Gong pediu ao ex-parlamentar canadense, David Kilgour, e ao advogado de direitos humanos, David Matas, para investigarem as muitas alegações de extração de órgãos de praticantes do Falun Gong na China. Kilgour e Matas concordaram em realizar a investigação como voluntários.

### Relatório de Kilgour-Matas
David Kilgour e David Matas publicaram os resultados da investigação preliminar em 20 de julho de 2006, em um relatório intitulado "Relatório sobre as alegações de extração de órgãos de praticantes do Falun Gong na China". Com os vistos de ambos para viajar à China negados, eles compilaram mais de 30 vertentes distintas de provas que eram consistentes com as alegações de extração de órgãos de praticantes do Falun Gong. Estas incluíram uma análise estatística sobre a extração de órgãos na China, entrevistas com ex-prisioneiros praticantes do Falun Gong e gravações de admissões de hospitais chineses e oficiais de justiça sobre a disponibilidade de órgãos de praticantes do Falun Gong.

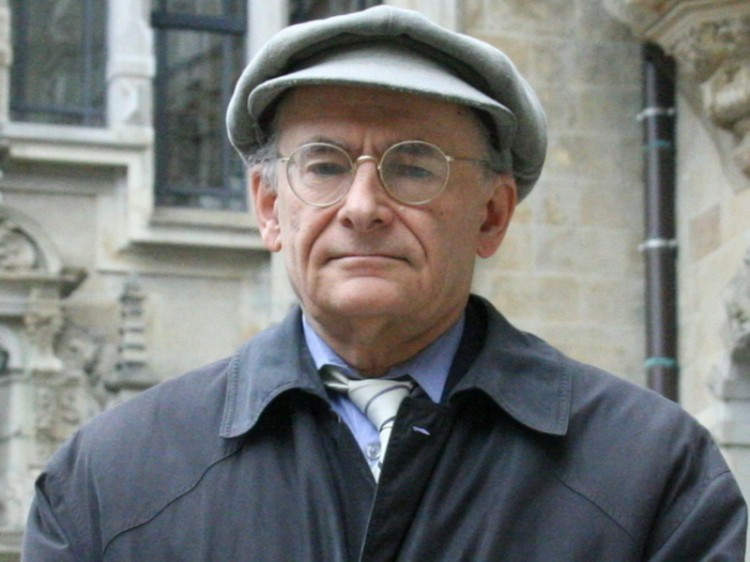
David Matas, conselheiro legal sênior do B'nai Brith Canada, advogado de direitos humanos internacional, e coautor de Colheita Sangrenta.

Na ausência de provas que invalidam as alegações de extração de órgão — como, por exemplo, um registro do governo chinês que mostre a origem dos transplantes de órgãos — Kilgour e Matas concluíram que o governo chinês e suas agências "levaram um número grande, mas desconhecido, de prisioneiros de consciência praticantes do Falun Gong à morte. Seus órgãos vitais, incluindo os rins, fígado, córneas e coração, foram apreendidos sem consentimento para venda a preços elevados, às vezes a estrangeiros, que normalmente enfrentam longas esperas para doações voluntárias de tais órgãos em seus países de origem". Os autores estimaram que, entre 2000 e 2005, a fonte de órgãos de 41.500 transplantes foi inexplicável, e que os praticantes do Falun Gong prisioneiros eram a fonte mais plausível destes órgãos. Os autores qualificaram o relatório dadas as dificuldades inerentes na verificação dos crimes alegados: é permitida a nenhuma organização independente investigar as condições na China, é difícil obter evidências de testemunhas oculares; informações oficiais sobre as execuções e transplantação de órgãos são muitas vezes retidas ou contraditórias.
Em 2007, Kilgour e Matas apresentaram uma atualização do relatório sob o título: "Colheita sangrenta:  relatório revisado sobre as alegações de extração de órgãos dos praticantes do Falun Gong na China". As descobertas foram subsequentemente reescritas na forma de livro e publicadas em outubro de 2009. O relatório recebeu cobertura da mídia internacional. Os autores viajaram em diversos países para apresentar suas conclusões para governos e outras organizações interessadas.

### Ethan Gutmann

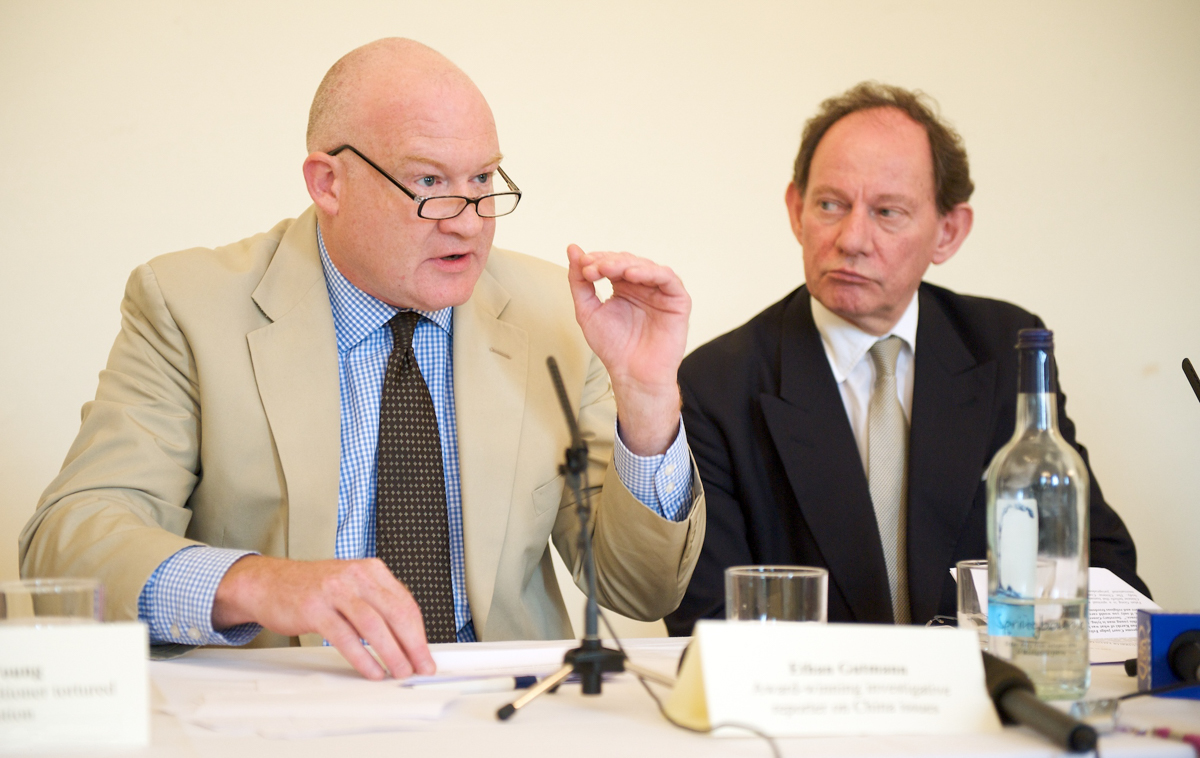
Ethan Gutmann com Edward McMillan-Scott na Conferência de Imprensa da Associação de Imprensa Estrangeira, 2009

Ethan Gutmann, um jornalista investigativo e autor especializado em China, iniciou em 2006 sua própria investigação sobre as alegações de extração de órgãos de praticantes do Falun Gong. Ao longo de vários anos, ele conduziu entrevistas com mais de 100 refugiados do sistema prisional e de trabalhos forçados da China, bem como com a equipe de aplicação da lei e profissionais de saúde. Baseado na sua pesquisa, Gutmann concluiu que a extração de órgãos de prisioneiros de consciência tornou-se prevalente no nordeste da província de Xinjiang durante a década de 90, quando membros do grupo étnico uigur foi alvo de repressão e de “campanhas de ataque”.
Até 1999, Gutmann afirma que a extração de órgãos em Xinjiang começou a declinar precipitadamente, exatamente quando as taxas médias de transplante de órgãos em nível nacional começaram a aumentar. No mesmo ano, o governo chinês lançou uma campanha de perseguição em nível nacional contra o grupo espiritual do Falun Gong. Gutmann sugeriu que a nova população de prisioneiros, praticantes do Falun Gong, superou os uigures como a principal fonte de órgãos. Ele estimou que aproximadamente 65 mil praticantes do Falun Gong foram assassinados para extração dos seus órgãos entre 2000 e 2008 e observa-se que esta avaliação é similar à produzida por Kilgour e Matas quando ajustado para o mesmo período do tempo.
Essas descobertas têm sido publicadas em várias revistas científicas e periódicos, incluindo o World Affairs Journal, o Weekly Standard, o Toronto Star e o National Review, entre outros. Gutmann também prestou depoimentos de suas descobertas no Congresso dos EUA e no Parlamento Europeu e, em agosto de 2014, publicou sua investigação em formato de livro: “The Slaughter: Mass Killings, Organ, Harvesting and China’s Secret Solution to Its Dissident Problem” (O massacre: assassinatos em série, extração de órgãos e o segredo da China para solucionar seu problema de dissidentes).

## Evidência
Já foram apresentadas várias vertentes de evidências que apoiam as alegações de que praticantes do Falun Gong foram mortos na China para a extração de seus órgãos. Investigadores, defensores dos direitos humanos e grupos de defesa médica analisaram especificamente:  o volume de transplantes de órgãos realizados na China bem como a disparidade entre quantidade de órgão transplantados e as fontes conhecidas de suprimento de órgãos; o crescimento significativo do setor de transplante na China, que coincide com a prisão em massa de praticantes do Falun Gong; o curtíssimo tempo de espera para se conseguir um transplante de órgão na China, o qual sugere um cronograma de execução “sob demanda”; e relatos de praticantes do Falun Gong que como prisioneiros sob custódia foram submetidos a exames médicos  para avaliar suas características como fornecedores de órgãos.

### Aumento de transplantes de órgãos em todo o país depois de 1999

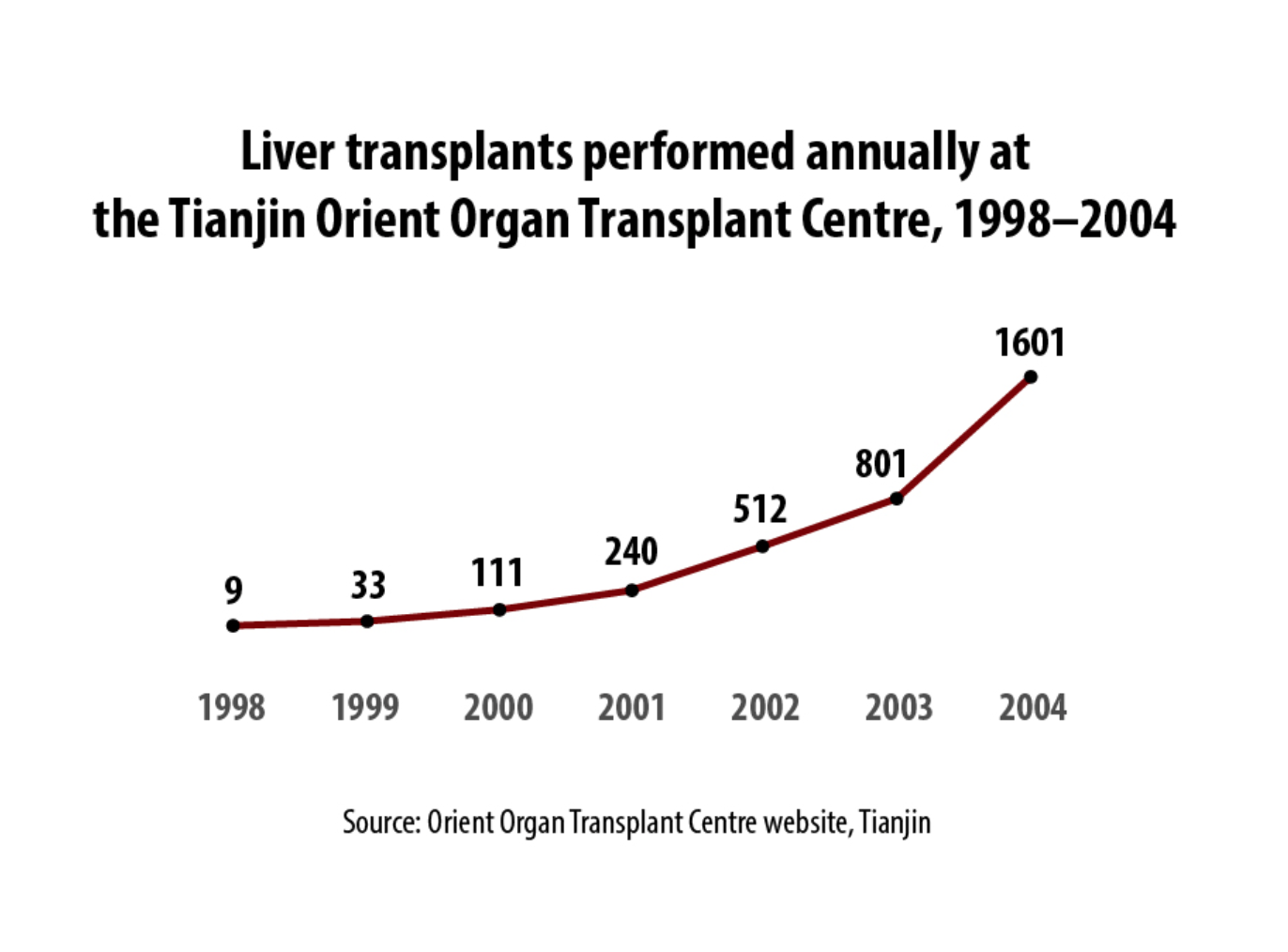
Transplantes de fígado realizados anualmente no Centro Oriental de Transplante de Tianjin, 1998-2004

A quantidade de transplantes realizados na China cresceu rapidamente a partir início de 2000 e isso coincide com o início da perseguição ao Falun Gong, quando então dezenas de milhares de praticantes do Falun Gong foram enviados a campos de trabalho, centros de detenção e prisões na China.
Em 1998, a China informou que nesse ano foram realizados 3.596 transplantes de rim. Em 2005, esse número já havia aumentado para cerca de 10 mil.  De 2001 a 2005, o número de instalações destinadas a transplante de rim aumentou de 106 para 368. Da mesma forma, de 1999 a 2006, o número de centros transplante hepático na China subiu de 22 para mais de 500. O volume de transplantes realizados nesses centros também aumentou consideravelmente neste período. Por exemplo, consta no website de um hospital chinês, que ele realizou nove transplantes de fígado em 1998, e que, em apenas quatro meses de 2005, realizou 647 transplantes de fígado. O Hospital da Universidade Jiaotong de Xangai registrou sete transplantes de fígado em 2001, 53 em 2002, 105 em 2003, 144 em 2004 e 147 em 2005.
Kilgour e Matas escreveram que o aumento de transplantes de órgãos não pode ser totalmente atribuído às melhorias na tecnologia de transplante: "a tecnologia de transplante de rim já estava totalmente desenvolvida na China muito tempo antes de a perseguição ao Falun Gong começar. Além disso, os transplantes de rim dispararam, mais que dobraram após o início da perseguição ao Falun Gong... Em nenhum lugar do mundo os transplantes, para uma mesma quantidade de doadores, ‘saltaram’ tão significativamente em decorrência de mudanças tecnológicas".
Além disso, os autores observam que, durante esse período de rápida expansão da indústria de transplante de órgãos na China, não houve aumento significativo na quantidade de doação voluntária de órgãos nem melhorias no sistema de coleta e distribuição de órgão nem aumento no fornecimento de órgãos proveniente de prisioneiros executados, já que o número de “doadores” no corredor da morte não cresceu. Embora não prove as alegações, o rápido crescimento na quantidade de transplantes de órgãos que se seguiu à prisão em massa de praticantes do Falun Gong é consistente com a hipótese de que foram usados órgãos de praticantes do Falun Gong sob custódia em presídios.

### Discrepância nas fontes conhecidas de órgãos
Em 2005, funcionários chineses relataram que até 95 % dos transplantes de órgãos eram provenientes de prisioneiros executados. No entanto, a China não realizou execuções legais suficientes para fazer frente ao grande número de transplantes realizados, e as doações voluntárias foram extremamente raras (apenas 130 pessoas haviam se cadastrado como doadores voluntários de órgãos na China de 2003 a 2009).
Em 2004, funcionários de saúde na China informaram que mais de 13 mil transplantes de órgãos foram realizadas no país; em 2006, o jornal da mídia estatal China Daily reportou a ocorrência de 20 mil transplantes de órgãos por ano. No mesmo período, a quantidade  de indivíduos condenados à morte e executados foi muito menor do que a de transplantes. Baseado em relatórios disponíveis publicamente, a Anistia Internacional documentou 1.770 execuções em 2006; estimativas mais refinadas avaliam que o número é próximo a 8 mil. A China carece de um sistema estruturado de captação e distribuição de órgãos, por isso, com o propósito de satisfazer as expectativas para tempos de espera muito curtos, é raro que mais de um órgão seja retirado do mesmo doador. Além disso, a maioria dos prisioneiros no corredor da morte tem condições de saúde comprometidas, como a hepatite B, que frequentemente os desqualificam como doadores de órgãos. Isto também sugere a existência de uma fonte secundária de órgãos. O relator especial das Nações Unidas sobre tortura, Manfred Nowak, disse que "a explicação que a maioria dos órgãos vem do corredor da morte é inconclusiva... e, se for esse o caso, então, a quantidade de criminosos executados deve ser muito maior que a até agora assumida".[carece de fontes?]
Em um depoimento proferido na Câmara dos Representantes dos Estados Unidos, Dr. Damon Noto disse: "O [número de] prisioneiros condenados à morte não é suficiente para suprir de órgãos todos os transplantes que estão ocorrendo na China [...] Mesmo que eles executassem 10 mil prisioneiros e realizassem 10 mil transplantes por ano, ainda assim, a discrepância seria muito grande. Por que isso? É simplesmente impossível que as 10 mil pessoas executadas sejam compatíveis com as 10 mil pessoas que precisavam dos órgãos". David Kilgour e David Matas, de modo semelhante, escreverem  que as fontes tradicionais de transplantes – como prisioneiros executados, doadores e de pacientes com morte cerebral – "estão longe de explicar a quantidade total de transplantes realizados em toda a China". Assim com Noto, os autores apontam, como uma provável fonte alternativa de órgãos, a  grande quantidade de praticantes do Falun Gong detidos no sistema de campos de trabalho e nas prisões.

### Tempo de espera de transplante de órgãos
Os tempos de espera por transplante de órgão na China são significativamente menores que os em outros locais do mundo.  De acordo com uma publicação em 2006 no site do Centro de Assistência Internacional de Transplante da China: “Pode levar um mês para um transplante hepático ser realizado, sendo que o tempo de espera máximo é de dois meses. Quanto ao transplante de rim, pode demorar uma semana para encontrar um doador compatível, sendo o tempo máximo de um mês... Se ocorrer algo de errado com o órgão do doador, o paciente terá a opção de receber outro doador de órgãos e fazer a operação novamente em uma semana”. Outros centros de transplante de órgãos, da mesma forma anunciaram tempos médios de espera de uma a duas semanas para transplantes de fígado e rim. Isso é consistente com os relatos dos receptores de transplante de órgão, que disseram receber os órgãos em questão de dias ou poucas semanas. Em comparação, o tempo médio de espera  por um rim em países desenvolvidos como os Estados Unidos, o Canadá e a Grã-Bretanha, normalmente variam de dois a mais de quatro anos, em que pese o fato de esses países terem milhões de doadores de órgãos registrados e sistemas estabelecidos de coleta e distribuição de órgãos.
Investigadores e profissionais médicos expressaram preocupação com as implicações dos curtos tempos de espera de transplante de órgão oferecidos pelos hospitais chineses. Especificamente, eles afirmam que esses tempos de espera apontam para a existência de um banco de doadores vivos cujos órgãos podem ser removidos sob demanda. Os órgãos precisam ser transplantados imediatamente depois da morte do doador ou retirados do doador ainda vivo (rins devem ser transplantados entre 24 a 48 horas; fígados, dentro de 12 horas e os corações dentro de 8 horas).
Dr. Kirk C. Allison, diretor associado do Programa de Direitos Humanos e Medicina da Universidade de Minnesota, escreveu que o "curto espaço de tempo de espera de um sistema sob demanda [como na China] requer um grande banco de doadores previamente catalogados por grupo sanguíneo e compatibilidade HLA", o que é consistente com os relatos de prisioneiros do Falun Gong, que, durante a detenção, tiveram amostras de sangue e tecidos retiradas para exames médicos. Dr. Allison escreveu que os curtos tempos de espera na China não podem ser viabilizados ou assegurados numa base de "morte aleatória", e que os médicos que ele consultou sobre o assunto mencionaram que estavam selecionando prisioneiros para assegurar a qualidade e a compatibilidade. Dr. Jacob Lavee, diretor da Unidade de Transplante de Coração do Centro Médico Sheba em Israel, falou sobre o relato de um dos seus pacientes que viajou para China para realizar um transplante de coração. O paciente esperou duas semanas por um coração e a cirurgia foi agendada antecipadamente — o que significa que o órgão não poderia ter sido proveniente de morte aleatória do doador. Dr. Franz Immer, presidente da Fundação Nacional Suíça de Doação e Transplante de Órgãos, relatou que, em 2007, durante uma visita a Pequim, ele foi convidado por seus anfitriões chineses a acompanhar uma operação de transplante de coração: "O organizador nos perguntou se gostaríamos de realizar a operação de transplante de manhã ou à tarde. Isso significa que o doador iria morrer, ou ser morto, em um determinado momento, de acordo com a conveniência dos visitantes. Eu me recusei a participar".
Editores do Journal of Clinical Investigation escreveram que “A única forma de garantir o transplante de fígado ou de coração durante o período de tempo relativamente curto em que um turista de transplante está na China é ter rapidamente acesso a informações médicas sobre os potenciais doadores, encontrar uma pessoa compatível e, então, executar a pessoa compatível” O Dr. Noto disse também que os tempos de espera de transplante de órgãos na China e a habilidade de programar transplantes com antecedência pode apenas ser bem-sucedida se houver um amplo abastecimento de “doadores vivos que estão disponíveis sob demanda”. Apenas os detentos do corredor da morte, cujos órgõas são extraídos, não são numerosos o suficiente para atender a essa demanda e, de acordo com a lei chinesa, eles devem ser executados em até uma semana depois de sentenciados.

### Vulnerabilidade dos praticantes do Falun Gong

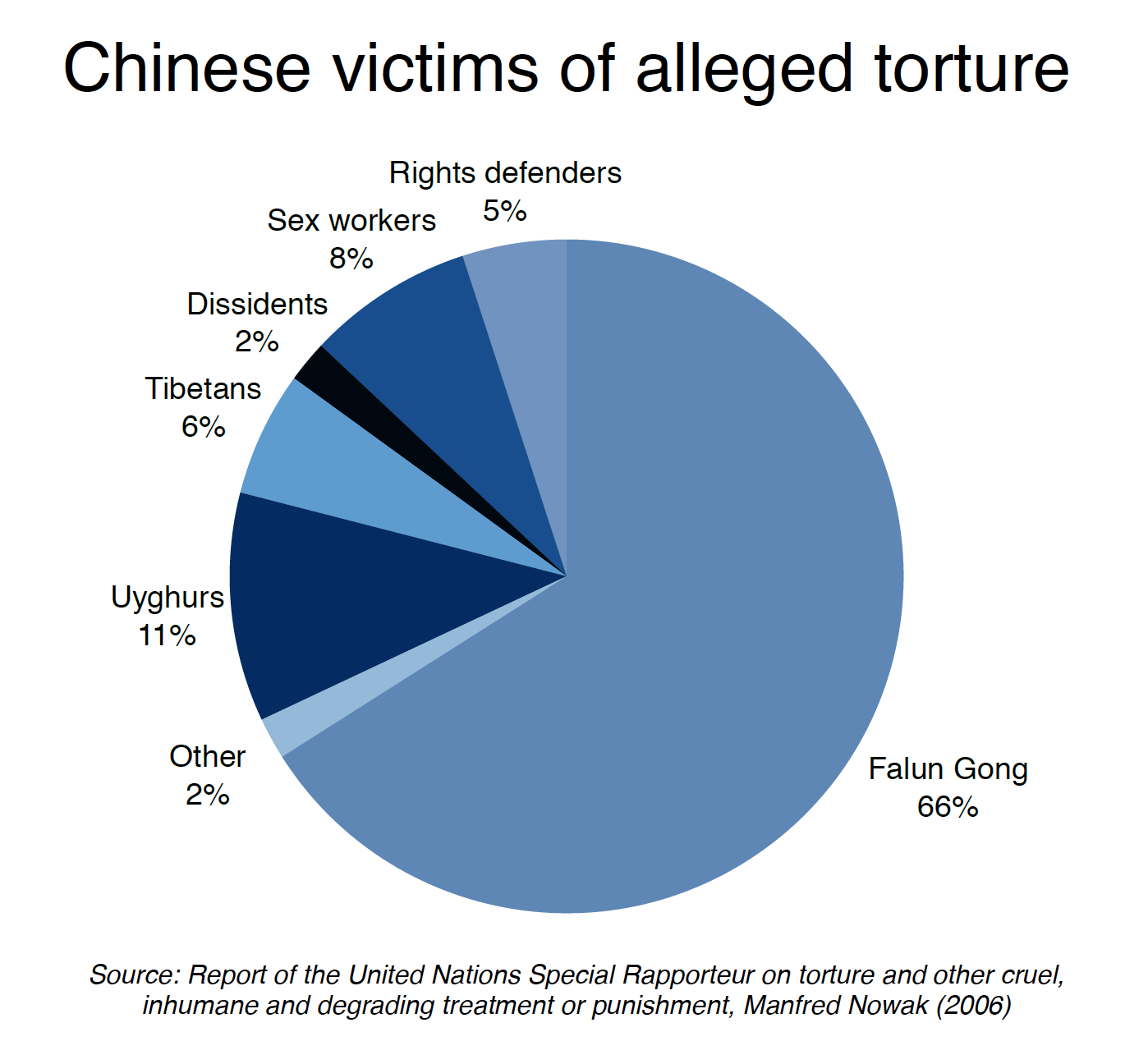
Chineses, vítimas de tortura, conforme relatório investigativo de 2006 do Relator Especial das Nações Unidas Manfred Nowak

Desde 1999, centenas de milhares de praticantes do Falun foram detidos em campos de reeducação pelo trabalho, prisões e outras instalações de detenção na China. Eles são o maior grupo de prisioneiros de consciência no país.  Em 2008, o Departamento de Estado dos EUA citou que, da estimada população de 250 mil nos campos de trabalho oficiais na China, metade era de praticantes do Falun Gong, e um relatório de 2013 da Anistia Internacional descobriu que os praticantes do Falun Gong perfaziam 30 a 100 % dos detidos nos campos de trabalho estudados.
Ex-prisioneiros chineses também relataram que os praticantes do Falun Gong sistematicamente recebiam as "mais longas sentenças e o pior tratamento" nos campos e que eles eram alvo de tortura e abuso. Em 2006,  um estudo do Relator Especial das Nações Unidas sobre Tortura informou quedos casos relatados na China, 66 % das vítimas eram  praticantes do Falun Gong. Milhares de praticantes do Falun Gong morreram ou foram assassinados sob custódia, frequentemente em circunstâncias controversas. Familiares dos falecidos relataram haver sido negada autópsia; em alguns casos, os corpos eram cremados sumariamente sem o consentimento da família. Analistas e grupos de direitos humanos têm apontado vários fatores que fazem os praticantes do Falun Gong presos sejam tratados de forma especialmente brutal. Entre esses fatores estão diretivas emitidas pelo governo central ou pelas autoridades do partido comunista; incentivos e sistemas de quotas que incentivam o abuso; um sentimento de impunidade em caso de mortes sob custódia; e os efeitos da propaganda do Estado que desumaniza e demoniza os praticantes do Falun Gong.
A ampla quantidade  de praticantes do Falun Gong detidos sob custódia levou pesquisarores a identificá-los como a predominante fonte de órgãos. De acordo com pesquisa de Gutmann, outros grupos marginalizados de prisioneiros também podem ser alvos, o que inclui os tibetanos e etnias como os uigures, que residem predominantemente no oeste da China. Contudo, por razões de proximidade geográfica, os praticantes do Falun Gong são mais propensos a serem alvos, do que os outros grupos. Além disso, por que sua prática espiritual proíbe fumar e consumir álcool, seus praticantes tendem a ser comparativamente mais saudáveis.
No contexto da extração de órgãos, Kilgour e Matas apontam para uma fonte adicional de vulnerabilidade, ou seja, a fim de proteger seus familiares de punição pelas agências de segurança, muitos praticantes do Falun Gong se recusam a informar seus nomes ou outras informações pessoais à polícia. “Embora tal recusa de se identificar seja com a finalidade de proteção, possivelmente tenha um efeito contrário. É mais fácil vitimizar uma pessoa cujo paradeiro é desconhecido pelos familiares que uma pessoa cuja localização é conhecida”, afirma o relatório. Kilgour e Matas escreveram que eles ainda precisam encontrar e ouvir algum praticante do Falun Gong que foi libertado em segurança da custódia após ter se recusado a identificar-se, apesar da prevalência desta prática. Da mesma forma, Ethan Gutmann relata que, em mais de 100 entrevistas com ex-prisioneiros,  ele encontrou apenas uma praticante do Falun Gong que permaneceu anônima enquanto esteve sob custódia, “mas seus órgãos estavam em piores situações que os meus”.

### Exames médicos sob custódia
Ethan Gutmann entrevistou dezenas de ex-prisioneiros chineses, incluindo 16 praticantes do Falun Gong que relembraram os exames médicos incomuns aos quais foram submetidos enquanto detidos. Gutmann disse que alguns dos testes eram provavelmente exames de rotina e outros poderiam ser para monitorar o vírus SARS. No entanto, em vários casos, os exames médicos foram exclusivamente destinados a avaliar a saúde dos órgãos internos.
Um homem, Wang Xiaohua, foi preso em um campo de trabalho em Yunnan em 2001 quando ele e 20 outros praticantes do Falun Gong detidos foram levados a um hospital. Lá, funcionários do hospital tiraram grande quantidade de sangue, além de amostras de urina, raios-X abdominais e eletrocardiograma. Os funcionários  não trataram dos ferimentos que os praticantes tinham sofrido quando presos sob custódia. Este padrão de relato se repetiu em diversas outras entrevistas. Qu Yangyao, uma refugiada chinesa de cerca de 30 anos, em 2000, foi levada, com dois outros praticantes do Falun Gong, de um campo de trabalho a um hospital. Ela disse que os funcionários do hospital retiraram uma grande amostra de seu sangue, realizaram raios-X do tórax e examinaram o estado dos órgãos dos prisioneiros. Não havia “martelo no joelho, não sentiam os linfonodos, não examinavam os ouvidos, a boca, os genitais—o médico examinava os órgãos vendáveis e nada mais”, escreveu Gutmann.
Outra mulher, Jung Tian, relatou sobre os exames físicos abrangentes e os largos volumes de sangue—suficientes para diagnósticos avançados e compatibilidade de tecidos— aos quais foi submetida enquanto esteve em um centro de detenção da cidade de Shenyang. Em um campo de trabalho feminino da província de Guangdong, uma ex-detenta disse que 180 praticantes do Falun Gong foram submetidos a exames médicos no início de 2003 e que os exames focavam exclusivamente os órgãos internos. Outra vítima que foi mantida no Campo de Trabalho de Masanjia em 2005 disse que apenas praticantes jovens e saudáveis passavam por exames médicos abrangentes no momento da chegada ao campo; as idosas e enfermas apenas recebiam tratamento superficial.
Além de praticantes do Falun Gong, o pesquisador Jaya Gibson identificou três prisioneiros tibetanos sujeitos a “apenas exames de órgãos”, todos eles pouco depois de 2005.

### Evidências telefônicas
Em março de 2006, pouco depois de virem a público alegações de que prisioneiros praticantes do Falun Gong estavam sendo alvo de extração de órgãos, investigadores da comunidade internacional começaram a realizar chamadas telefônicas a hospitais chineses e a centros de detenção policial. Os que fizeram os telefonemas se passaram por potencias pacientes de transplantes ou intermediários em busca de órgão e perguntaram sobre a disponibilidade de órgãos de praticantes do Falun Gong. Em diversos exemplos, eles obtiveram admissões gravadas de que os órgãos poderiam ser extraídos de prisioneiros praticantes do Falun Gong. Uma seleção de tais evidências foi citada como prova no relatório de David Kilgour e David Matas.
Em um desses telefonemas um centro de detenção policial na cidade de Mishan, um oficial disse que eles possuíam de cinco a oito praticantes do Falun Gong, com menos de 40 anos, os quais eram potenciais fornecedores de órgãos. Quando perguntado sobre o histórico desses indivíduos, o oficial indicou que eles eram praticantes do Falun Gong prisioneiros, do sexo masculino, de áreas rurais.
O médico do hospital Minzu na cidade de Nanning disse que o hospital não possuía órgãos de praticantes do Falun Gong naquele momento, mas que ele já havia anteriormente usado órgãos extraídos de prisioneiros praticantes do Falun Gong. O médico também pediu à pessoa que realizou o telefonema para contatar um hospital universitário próximo à província de Guangdong, alegando que eles possuíam melhor acesso aos órgãos dos praticantes do Falun Gong. No hospital de Zhongshan em Xangai, um médico informou aos investigadores que todos os órgãos usados em transplantes no hospital  provinham de praticantes do Falun Gong. Durante um telefonema em abril de 2006 a um hospital militar de Guangzhou, um médico disse aos investigadores que ele estava recebendo “diversos lotes” de órgãos de praticantes do Falun Gong, porém que esse suprimento poderia acabar em 20 de maio de 2006. Em outro telefonema, investigadores se passando por intermediários em busca de órgãos, ligaram para o tribunal popular da cidade de Jinzhou. Em resposta da possibilidade de se obter órgãos de praticantes do Falun Gong presos, um oficial do tribunal disse “que depende de suas qualificações…se você tiver boas qualificações, poderemos ainda prover alguns [órgãos].”
Kilgour e Matas admitiram que, em pelo menos alguns casos, os funcionários do hospital forneciam as respostas que aqueles que telefonaram queriam ouvir sobre uma possível realização de uma  venda. Os resultados desses telefonemas ficaram também difíceis de  replicar: uma vez que as alegações de extração de órgãos dos praticantes do Falun Gong ganharam atenção, os hospitais se tornariam mais relutantes em discutir abertamente sobre as fontes de suprimento dos seus órgãos.
Esta tática de investigação foi reativada em 2012, quando os oficiais do partido comunista começaram a invertigar Bo Xilai, membro do Politburo, por diversos crimes. Bo havia sido previamente governador da província de Liaoning, a qual os pesquisadores acreditavam ser um dos principais centros de extração de órgãos. A “World Organization to Investigate the Persecution of Falun Gong” (Organização Mundial para Investigar a Perseguição do Falun Gong)  realizou telefonemas a oficiais de médio e alto escalão com conexões próximas a Bo. Se passando por membros do grupo de inspeção e disciplina do partido comunista estava investigando o caso contra Bo, eles perguntaram sobre a cadeia de comando envolvida  na obtenção de órgãos de prisioneiros, incluindo os prisioneiros do Falun Gong. Quando perguntados sobre o envolvimento de Bo Xilai na extração de órgãos, um membro de alto escalão do Politburo declaradamente disse aos investigadores que o membro do Comitê Permanente do Politburo e czar de segurança Zhou Yongkang “estava a cargo disso, especificamente. Ele sabe isso”.
Um oficial de nível municipal na província de Liaoning foi perguntado pelos investigadores sobre que ordem Bo Xilai havia dado no sentido de extrair órgãos de praticantes do Falun Gong presos. A resposta oficial foi “Me pediram para tomar conta dessa tarefa. O Partido Central está, na verdade, cuidando... Ele [Bo] está possivelmente envolvido, é, bem provável. Naquela época, principalmente, conversávamos sobre isso durante as reuniões do Comitê Permanente”. O funcionário desligou o telefone depois de se dar conta que ele não havia confirmado a identidade de quem realizou o telefonema. Outro destinatário do telefonema foi um médico no hospital militar de Liaoning. Quando perguntado sobre a possibilidade de órgãos de praticantes do Falun Gong serem usados em operações de transplantes em um hospital mais próximo, o oficial respondeu de forma afirmativa: “Todos os que foram condenados pelo tribunal”. O médico logo ficou desconfortável com os questionamentos do telefonema e se recusou a discutir mais o assunto sem a autorização da divisão política do hospital.[carece de fontes?]

### Incentivos comerciais
Investigadores de direitos humanos e profissionais médicos alegam que o lucro obtido com o comércio de órgãos na China promove a corrupção e o abuso. Ou seja, o lucro com a venda de órgãos pode levar a mais mortes—tanto sancionadas por tribunais como extrajudiciais—que, sem a existência de lucro, não ocorreriam. Embora esse argumento não seja específico aos praticantes do Falun Gong, tem sido usado como evidência circunstancial para apoiar as afirmações de que os praticantes do Falun Gong presos podem ser alvos de extração de órgãos.
O crescimento desse comércio de órgãos está ligado a reformas no final da década de 1980 e início da década de 1990, que testemunhou um declínio acentuado no financiamento do sistema de saúde pelo governo. Os cuidados com a saúde se transformaram em um modelo mais orientado para o mercado e os hospitais inventaram novas formas de incrementar sua receita. Esse padrão também se aplica aos hospitais militares; desde a metade da década de 1980, o Exército de Liberação Popular tem se empenhado em empreendimentos comerciais e lucrativos para complementar seu orçamento.
No seu relatório sobre extração de órgãos de praticantes do Falun Gong, Kilgour e Matas descreveram que os hospitais de transplante na China servem para os estrangeiros ricos que pagam mais de US$100.000,00 por um transplante de fígado, pulmão e coração. Por exemplo, o website Centro de Assistência da Rede Internacional de Transplantação da China publicou a seguinte lista de preços no seu website em 2006: Rim: US$62.000,00; Fígado: US$98.000,00 a US$130.000,00; Fígado+rim: US$160.000,00 a US$180.000,00; Rim+pâncreas: US$150.000,00; Pulmão: US$150.000,00 a US$170.000,00; Coração: US$130.000,00 a US$160.000,00; Córnea: US$30.000,00. Em um discurso diante da Câmara dos Representantes dos EUA, o Dr. Gabriel Danovitch do Centro Médico da Universidade da Califórnia, Los Angeles (UCLA) disse: “A facilidade com que esses órgãos podem ser obtidos e o modo que eles são disponibilizados para estrangeiros ricos gerou uma cultura de corrupção”.

### Estudo de caso: província de Liaoning
No seu livro sobre abuso de órgãos humanos, Ethan Gutmann incluiu um tópico centrado na província do nordeste da China, Liaoning. Bo Xilai,  ex-membro do Politburo, ocupou os cargos de prefeito e de chefe do partido da cidade de Dalian, província de Liaoning, na década de 1990, e mais tarde, foi governador de Liaoning de 2001 a 2004. A província de Liaoning é conhecida pela elevada concentração de praticantes do Falun Gong, e lidera as estatísticas de mortes sob custódia policial de praticantes do Falun Gong no país. Muitos observadores apontam que Bo Xilai liderou uma intensa campanha de perseguição contra os praticantes do Falun Gong nessa província, a qual gerou acusações de tortura e crimes contra a humanidade.
Aliado político e próximo de Bo, Wang Lijun foi nomeado líder do Escritório Público de Segurança em Jinzhou, província de Liaoning, em 2003. Nessa função, Wang criou uma unidade de transplante de órgãos, na qual ele declaradamente supervisionou “milhares” de transplantes de órgãos, e isso gerou a preocupação de que muitos dos órgãos usados no local foram extraídos de prisioneiros políticos.  Durante uma cerimônia de premiação em 2006, Wang disse aos repórteres: “Para um policial veterano [como eu], ver alguém executado e, nos minutos seguintes, testemunhar a vida dessa pessoa se transformar no prolongamento das vidas nos corpos de várias outras pessoas, é comovente”.
Gutmann disse que é “extremamente improvável” que todos os órgãos usados nessas operações tenham sido tirados de prisioneiros condenados e executados, porque  isso não seria suficiente para fornecer órgãos necessário para a realização de “milhares” de transplantes. A isso soma-se o fato de Gutmann ter constatado a existência de enorme número de praticantes do Falun Gong detidos em campos de trabalhos forçados e em prisões na província de Liaoning. “É também relevante que Bo [Xilai] e Wang [Lijun] se tornaram poderosos politicamente por haverem perseguido o Falun Gong”, afirma Gutmann.
Dr. Huige Li, porta-voz de um grupo de médicos que apoia a causa dos Médicos Contra a Extração Forçada de Órgãos (Doctors Against Forced Organ Harvesting), reforçou esse argumento em seu testemunho em 2015 diante do Partamento Europeu. Li estima que em uma cidade do tamanho de Jinzhou, no período em questão, o número provável de prisioneiro executados seria de 14, o que quer dizer que esta fonte de órgãos não é suficiente e capaz de explicar as milhares de operações de transplantes informadas naquela unidade de transplante de órgãos.
Além desses transplantes de órgãos em Jinzhou, Gutmann notou que agências de seguranças na cidade de Dalian forneciam cadáveres humanos a duas principais fábricas de plastinação, onde os corpos dos cadáveres são preenchidos com plásticos para serem exibidos em exposições de corpos humanos ao redor do mundo. De acordo com o que foi informado por um entrevistado no programa 20/20, os cadáveres plastinados vieram de prisioneiros executados. Novamente, Gutmann observou a disparidade entre os números: as fábricas de plastinação de corpos que operam em Dalian processam milhares de cadáveres—isso é muito mais que o que poderia vir de doações de corpos ou obtido de prisioneiros executados legalmente, além disso, o estabelecimento de fábricas de plastinação de corpos coincidiu com o início da perseguição ao Falun Gong.

## Resposta do governo chinês
O governo chinês tem repetidamente negado que praticantes do Falun Gong foram mortos para a extração de seus órgãos e insiste que segue os padrões da Organização Mundial de Saúde. No entanto, o governo não refutou os argumentos específicos apontados nas evidências citadas nas investigações acima, nem deu uma explicação alternativa para a fonte de órgãos usadas nos transplantes.
Em resposta à uma resolução de 2014 sobre extração de órgãos apresentada pela Câmara de Representantes dos EUA, um porta-voz da embaixada chinesa disse que a China exige dos doadores de órgãos consentimento por escrito, e declarou que “a chamada extração de órgãos de prisioneiros no corredor da morte é uma mentira totalmente fabricada pelo Falun Gong”. A representante da embaixada chinesa pediu aos advogados americanos para que parem de “apoiar e ser conivente” com o Falun Gong.
David Kilgour e David Matas disseram que a resposta do governo chinês à sua investigação de 2006 continha “uma boa dose de invenção, mas não de informações fatuais que pudessem contradizer ou refutar as nossas conclusões ou análises”. Em particular, a resposta do governo chinês  focou na acusação de que o Falun Gong é um “culto maligno”; eles questionaram os motivos e a independência dos dois pesquisadores; e apontaram um erro numa da legendas, na qual o relatório informou erroneamente a localização de duas cidades chinesas. Nessa resposta, o governo afirmou também que a China proíbe a venda de órgãos humanos e exige o consentimento por escrito do doador—declaram o que Kilgour e Matas dizem é desmentido pelas evidências.
De 2006 a 2008, dois relatores especiais das Nações Unidas reiteradamente apelaram ao governo chinês para que respondesse às alegações sobre os prisioneiros do Falun Gong e explicasse a fonte dos órgãos usadas nas operações de transplante. A resposta do governo chinês não abordou essas questões nem explicou as fontes de transplante dos órgãos. Em vez disso, escreveu que a China está em conformidade com a Organização Mundial de Saúde, e descreveu as condições, de acordo com regulamentos e leis chinesas, sob as quais os transplantes de órgãos são permitidos na China. O governo declarou ainda que as acusações de tráficos de órgãos “são meramente o produto de agitadores do Falun Gong... a maioria deles já foram expostos por ser rumores infundados”.
O governo chinês também procurou evitar a discussão pública da questão fora de suas fronteiras e castigou os cidadãos chineses que se pronunciaram sobre o tema do tráfico de órgãos. Em maio de 2006, o vice-presidente do Parlamento Europeu Edward McMillan-Scott foi à China em uma missão para investigar as violações de direitos humanos. Seu guia turístico, Cao Dong, disse que conhecia a extração de órgãos e que viu num necrotério o cadáver de um amigo, praticante do Falun Gong "com buracos pelos quais seus órgãos haviam sido removidos". Cao Dong foi condenado a cinco anos por ter conversado com o oficial da União Europeia.
Em 2007, a embaixada chinesa no Canadá interveio para cancelar a transmissão de um documentário sobre o Falun Gong e extração de órgãos, que estava programada para ser passada em rede nacional na CBC Television. No mesmo ano, a embaixada chinesa em Israel tentou, sem sucesso, cancelar um talk-show com o pesquisador David Matas sobre o assunto da extração de órgãos, ameaçando que seu testemunho teria um impacto adverso na relação China-Israel.

## Resposta Internacional

### Associações médicas
As alegações sobre a extração de órgãos de praticantes do Falun Gong chamaram atenção das autoridades médicas internacionais e de associações profissionais no que se refere às práticas de transplante na China. Profissionais da medicina têm levantado uma série de preocupações decorrentes do uso de órgãos de prisioneiros e debateram sobre a ética de realizar intercâmbio com hospitais chineses de transplante.
Em 2006, a Associação Médica Mundial adotou resolução demandando que a China pare de usar prisioneiros como fontes de órgãos. A Fundação Nacional de Rins dos Estados Unidos disse que é “profundamente preocupante que métodos coercivos sejam usados para obter órgãos e tecidos como descrito nas alegações recentes”.
Desde 2011, vários periódicos internacionais voltados a médicos declararam que pararam de publicar artigos relacionados a transplantes de órgãos na China devido à preocupação sobre a violações da ética médica na China. O Journal of Clinical Investigation, uma revista de prestígio na pesquisa biomédica, declarou que o uso de prisioneiros executados da China “viola direitos humanos básicos”. Viola preceitos éticos essenciais no campo do transplante médico e da ética médica. Ainda pior, entre os que são mortos estão provavelemnete prisioneiros cujos ‘crimes’ envolvem não mais do que ter certa crença política ou espiritual”. Esse periódico decidiu que não irá mais aceitar artigos médicos sobre transplante de órgãos humanos “a menos que o adequado consentimento não-forçado do doador seja fornecido e fundamentado.” Uma decisão similar foi tomada pelo American Journal of Transplantation (AJT).
Está escrito em 2011 no The Lancet que um grupo de proeminentes cirurgiões e bioeticistas americanos pediram para não apoiar a ciência e medicina chinesa relativa ao transplante de órgãos. “É evidente que, com base nos números fornecidos pela China, nem todos os órgãos dos cidadãos chineses e turistas de transplantes decorrem do consentimento voluntário dos doadores. A origem de muitos desses órgãos é prisioneiros executados cujo consentimento não existe, o que é eticamente inválido, e cuja morte é agendada segundo a conveniência do receptor”, afirmaram. O artigo, de autoria principal do Dr. Arthur Caplan, mais adiante incluiu: “O assassinato de prisioneiros para a extração de seus órgãos é antiética em si mesma”, mas sua prática é ainda mais abominável, porque alguns dos prisioneiros executados foram aprisionados devido a suas crenças religiosas ou convicções políticas.

### Relatores especiais das Nações Unidas
De 2006 a 2008, dois relatores especiais das Nações Unidas reteiradamente pediram ao governo chinês para responder às alegações sobre os prisioneiros do Falun Gong e explicar a origem dos órgãos usadas nas operações de transplante. Em relatório de fevereiro de 2008, o relator especial da ONU sobre Tortura, Manfred Nowak, notou que na China “há muito mais transplantes de órgãos do que as fontes identificáveis de órgãos permitem[...] Alega-se que a discrepância entre a quantidade de órgãos disponíveis e a possível pelas fontes identificáveis explica-se pela extração de órgãos de praticantes do Falun Gong, e que, além disso, o aumento de transplantes a partir de 2000 coincide e se correlaciona com o início da perseguição dessas pessoas”. As respostas do governo chinês não focaram nessas questões nem explicaram a fonte dos transplantes de órgãos.
Nowak mais tarde disse: “O governo chinês ainda não foi claro nem transparente … o governo chinês não invalidou [as alegações] e, além disso, não apresentou nenhum prova contrária. Isso cria um difícil dilema—um que só pode ser resolvido se a China quiser cooperar. E é isso que está faltando”.[carece de fontes?]

### Resposta de outros governos
Vários governos nacionais realizaram audições em suas legislaturas nacionais no tocante às extrações de órgãos de praticantes do Falun Gong, e alguns desses países, posteriormente, aprovaram resoluções, que condenam os abusivos transplantes de órgãos na China, ou implementaram leis que proíbem o turismo de transplante.

#### União Europeia
Durante sua sessão de 6 de dezembro de 2012 sobre os direitos humanos na China, o Parlamento Europeu ouviu testemunhas sobre a extração de órgãos na China. Um ano depois, foi aprovada resolução expressando “profunda preocupação sobre os relatos persistentes e credíveis sobre a extração de órgãos, sistemática e sancionada pelo regime chinês, de prisioneiros de consciência, sem seus consentimentos, na República Popular da China, entre eles, um amplo número de praticantes do Falun Gong, presos em razão de suas crenças espirituais, bem como de membros de outras religiões e grupos étnicos minoritários.” A resolução pediu a libertação imediata de todos os prisioneiros de consciência, e instou as autoridades chinesas a responderem às Nações Unidas as questões sobre a fonte de órgãos usadas nos transplantes.  Em março de 2014, o Comitê Europeu Econômico e Social, em Bruxelas convocou um evento voltado a discutir questões ligadas a abusos nos transplantes de órgãos na China. Nesse evento, os participantes e palestrantes apoiaram as recomendações da resolução parlamentar, que reconheceu que o Falun Gong e outros grupos minoritários são alvos de extração forçada de órgãos na China. O presidente Henri Malosse pediu que o governo chinês seja pressionado mais para acabar com os abusos de transplantes de órgãos.

#### Estados Unidos

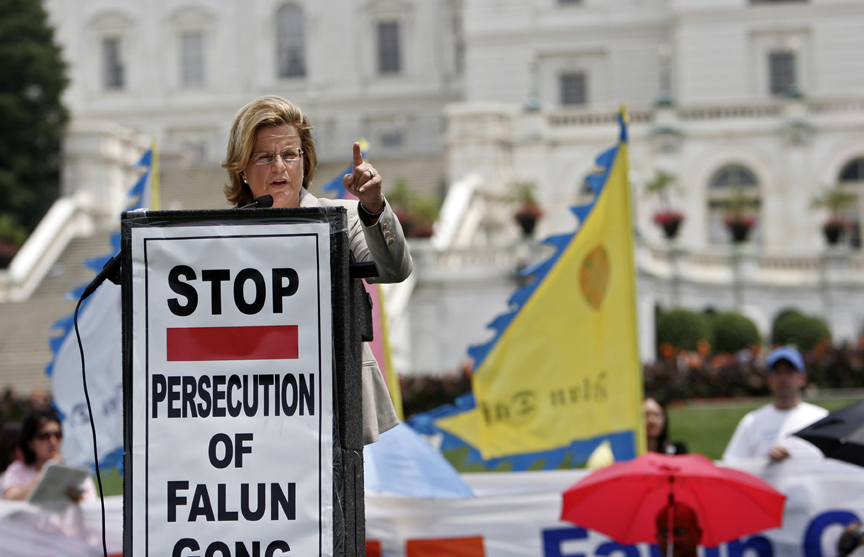
Republicana Ileana Ros-Lehtinen, que co-patrocinou uma resolução do Congresso condenando a extração forçada de órgãos de praticantes do Falun Gong, profere um discurso em uma reunião em Washington D.C.

Em julho de 2014, o Subcomitê de Negócios Estrangeiros Câmara dos Representantes dos EUA unanimemente adotou uma resolução condenando a extração de órgãos, sancionada pelo regime chinês, de prisioneiros de consciência do Falun Gong e outros grupos minoritários. As alegações também apareceram em relatórios da Comissão Executiva do Congresso sobre a China, e no Relatório de Direitos Humanos do Departamento Estatal do País para a China de 2011. Em janeiro de 2015, a Casa Branca respondeu a uma petição assinada por 34 mil americanos condenando a extração de órgãos de praticantes do Falun Gong presos. A resposta revelou que: “Os líderes da China anunciaram uma promessa para abolir a prática de extração de órgãos humanos de prisioneiros executados para transplante, ainda que estejamos conscientes de que esta prática continua, segundo relatórios. Tomamos tais alegações muito seriamente e vamos continuar a monitorar a situação”.

#### Itália
Em março de 2014, os membro da comissão de direitos humanos na Itália unanimamente adotaram a resolução, pedindo pela  libertação imediata dos praticantes do Falun Gong e de outros prisioneiros de consciência na China, e instando os hospitais italianos a reconsiderar colaborações com a China na área de transplantes de órgãos.  Em 2015, o Senado Italiano adotou uma lei na qual qualifica como crime o tráfico de órgãos de doadores vivos. Indivíduos considerados culpados deste crime podem  enfrentar 3 a 12 anos de prisão e multas de até 300 mil euros. O Senador Maurizio Romani, um dos patrocinadores da lei, destacou que a China realiza o segundo maior número de transplantes no mundo, todos sem procedimento estabelecido para doação de órgãos ou sistema nacional de coleta e distribuição de órgãos, e disse que os praticantes do Falun Gong perfazem uma parcela significantiva da fonte de transplantes de órgãos. “Nós na Itália não podemos acabar com essas violações, porém temos o dever de realizar qualquer esforço para não sermos cúmplices disso”, disse ele.

#### Austrália
Em dezembro de 2006, o Ministério de Saúde da Austrália revelou que dois dos principais hospitais de transplantes de órgãos do país proibiram o treinamento de cirurgiões chineses, em resposta às preocupações sobre a extração de órgãos de praticantes do Falun Gong e outros prisioneiros. Em 21 de março de 2013, o Senado Australiano unanimamente aprovou uma moção relativa a relatos de extração de órgãos na China. A moção, que foi apresentada um dia após uma breve apresentação sobre o tema extração de órgãos de praticantes do Falun Gong presos, pediu à Austrália para adotar estritos padrões para abordar a prática internacional de tráfico de órgãos. No mesmo ano, os legisladores do Partido Verde em New South Wales, Austrália, propuseram uma legislação para o comércio de órgãos e criaram específicas punições relativas a tráfico de órgãos e tecidos humanos.

#### Israel
Em 2007, o corpo legislativo nacional de Israel, o Knesset, adotou uma nova legislação impedindo companhias de seguro de prover cobertura a cidadãos israelenses que viajam ao exterior para comprar órgãos. A lei foi, em parte, uma resposta a uma investigação em que as autoridades israelenses prenderam vários homens envolvidos na mediação de transplantes de órgãos de prisioneiros chineses para os israelitas. Um dos homens, em uma entrevista à paisana, afirmou que os órgãos vêm de "pessoas que se opõem ao regime, de condenados à morte e de praticantes do Falun Gong presos”. Além de proibir os cidadãos de Israel de comprar órgãos de outros países, a lei também impõe punições aos traficantes de órgãos. As novas regras resultaram em uma diminuição significativa no número de cidadãos israelenses que buscam transplantes no exterior. Também ajudou a impulsionar a expansão do registro de doadores voluntários no mercado interno.

#### Espanha
Em 2010, a Espanha implementou uma lei proibindo seus cidadãos de viajar ao exterior para obter ilegalmente órgãos para transplante. A legislação foi proposta após um cidadão espanhol declaradamente viajar para Tianjin, China, onde obteve um fígado por 130 mil dólares depois de esperar apenas 20 dias. A legislação espanhola estabelece como crime a promoção ou facilitação de transplante ilegal de órgãos, punível com até 12 anos na prisão. Além disso, qualquer organização implicada neste crime está sujeita a uma multa por ter participado em operações de transplante ilegal de órgãos.

#### Taiwan
Em junho de 2015, a legislatura nacional de Taiwan aprovou alteração no “Ato de Transplante de Órgão Humano” para proibir a compra e venda de órgãos, inclusive no exterior. A lei também proíbe o uso de órgãos de prisioneiros executados. Legisladores que apoiaram a lei destacaram que as alterações tiveram como finalidade abordar o problema dos cidadãos taiwaneses de viajar para a China para comprar órgãos, alguns dos quais foram extraídos de doadores ainda vivos.

#### Outros países
Leis semelhantes contra o turismo de órgãos foram aprovadas na Assembleia Nacional Francesa (2010) e no Parlamento Canadense (2007, 2013). O problema da extração de órgãos dos praticantes do Falun Gong foi levantado pelo governo do Canadá durante sessão nas Nações Unidas e durante o processo da Revisão Periódica Universal em 2014.[carece de fontes?]